# Число Кармана
Число Кармана (Ka) — название нескольких критериев подобия в гидродинамике. Обычно числом Кармана называют отношение среднего квадратичного пульсационных составляющих компонент скорости потока жидкости к скорости течения. Эта величина служит мерой турбулентности потока и определяется следующим образом:
{\displaystyle \mathrm {Ka} \,={\frac {\tilde {v}}{V}}\,={\frac {1}{V}}{\sqrt {\frac {v_{x}^{2}+v_{y}^{2}+v_{z}^{2}}{3}}}}
где
- {\displaystyle v_{x},\,v_{y},\,v_{z}} — пульсационная скорость потока в направлении осей X, Y, Z.
- {\displaystyle V} — скорость течения.

Если {\displaystyle \mathrm {Ka} \approx 1}, то течение ламинарное.

## Первое число Кармана
В гидродинамике используется и другое определение числа Кармана, идентичное числу Хагена:
{\displaystyle \mathrm {Ka} _{1}\,={\frac {\rho \,d^{3}\,\Delta p}{\eta ^{2}L}}}
где
- {\displaystyle \rho } — плотность;
- {\displaystyle \eta } — динамическая вязкость;
- {\displaystyle \Delta p} — перепад давлений;
- {\displaystyle L} — характеристическая длина;
- {\displaystyle d} — диаметр трубы.

## Второе число Кармана
Это определение относится к магнитной гидродинамике. Здесь числом Кармана называют отношение альвеновской скорости к скорости течения жидкости:
{\displaystyle \mathrm {Ka} _{2}\,={\frac {v}{v_{A}}}={\frac {1}{\mathrm {Al} }}}
где
- {\displaystyle \mu _{0}} — магнитная постоянная;
- {\displaystyle B} — индукция магнитного поля;
- {\displaystyle v_{A}\,={\frac {B}{\sqrt {\mu _{0}\,\rho }}}} — скорость альвеновских волн;
- {\displaystyle \mathrm {Al} } — число Альвена.

Эту величину также называют магнитным числом Маха или числом Альвена.
Название число Кармана этим величинам дано в честь американского физика Теодора фон Кармана.